# Patrice Plante
Patrice Plante, né le 28 octobre 1981 à Québec au Canada, est un auteur, entrepreneur et mixologue québécois.
Reconnu pour son apport au domaine des cocktails au Québec et au Canada, il est nommé « Meilleur mixologue/bartender de l'année » aux Lauriers de la gastronomie québécoise en 2018 et remporte, la même année, le prestigieux prix de « Meilleur livre de cocktail au mond e» aux International Gourmand Awards .
Fondateur de la populaire compagnie de sirops Monsieur Cocktail et de la ligne de produits non alcoolisés NOA, il est l'auteur de 6 ouvrages sur le monde des cocktails et de la cuisine liquide.

## Parcours
Patrice Plante a étudié en design graphique à l'Université Laval de 2004 à 2008, mais désire changer de carrière par amour pour le monde de la restauration. Ainsi, en 2010, après un passage comme critique culinaire et journaliste gastronomique au Voir, il quitte le Web pour étudier la cuisine professionnelle française à l'École Hôtelière de la Capitale et cofonde l'entreprise Tripes & Caviar en février 2011.
En 2012, sa passion pour les mélanges liquides se confirme et il quitte la cuisine pour s'ouvrir au monde des cocktails. Autodidacte, il visite les meilleurs bars partout autour du monde (Tokyo, Londres, Paris, New York, San Francisco, Boston) afin d'apprendre sa profession.
En juillet 2012, il est engagé à titre de chef mixologue à l'ouverture du bistro L'Atelier Tartares et Cocktailsà Québec, restaurant qui connaît un succès immédiat et le conforte dans l'idée que le Québec à soif d'apprendre sur l'art des mélanges. Il devient copropriétaire de l'établissement et du restaurant Ophélia quatre ans plus tard.
Communicateur et passionné contagieux de nature, l'année 2013 annonce les premières armes de Patrice à la radio et à la télévision. D'abord chroniqueur cocktails à Salut, Bonjour!, il réalise des chroniques sur l'histoire des spiritueux à l'émission à WKND 91.9 et ensuite à ÉNERGIE aux côtés de P.A. Normand, puis enfin à Rouge FM le vendredi matin, chronique hebdomadaire dont il est toujours à la barre depuis 2016.
Avec Pierre-Yves Lord, il anime leur émission, Le Bon Mix selon Boire, diffusé sur les ondes de TVA en mai 2015.
Entrepreneur de nature, il fonde Monsieur Cocktail à l'automne 2015, une compagnie dédiée aux plaisirs de la cuisine liquide comportant une ligne de sirops artisanaux 100 % naturels, une boutique, une plateforme web, un service événementiel et un service de consultation.
À l'été 2016, Patrice assure les chroniques cocktails à l'émission Punch (V Télé) en compagnie de Benoit Gagnon tout en continuant de partager sa passion de la cuisine liquide à la radio de Rouge FM.
C'est en décembre 2016 que Patrice lance le livre L'aventure de la mixologie qui lui méritera le prix du meilleur livre de cocktail au monde. Les années suivantes confirment la capacité à Patrice de se dépasser, en remportant de multiple prix en compétition de mixologie à travers le monde et en étant reconnu localement en remportant le titre de Mixologue/bartender de l'année aux Lauriers de la gastronomie québécoise et comme Jeune Personnalité d'Affaires Banque Nationale.
Depuis 2019, Patrice s'intéresse de plus en plus à la sommellerie des spiritueux et à la science des cocktails sans alcool, ce qui l'amènera après maintes recherches à fonder la marque NOA en 2023, spécialisée en produits non alcoolisés et qui prône un équilibre dans la consommation autant que dans notre lien avec le monde et le nature qui nous entoure.
Philanthrope affirmé, Patrice et ses entreprises cumulent plus de 200 000$ en dons à diverses fondations pour combattre la maladie, que ce soit le cancer, la fibrose kystique ou la dépendance.

## Radio
- Chronique cocktail à La gang du matin avec Gab Marois, Marika Sokoluk et Caroline Dumont (Rouge FM 107,5 FM), 2016 à aujourd'hui
- Chronique cocktail à Les 4 @ 6 de l'été (Rouge FM réseau), 2016
- Chronique «La mixologie ça boit quoi en hiver» à Marie-Christine Champagne 100% Talk (Énergie 98,9 FM), 2015 à 2016
- Chroniqueur cocktail au Retour du beau programme (WKND 91.9 FM), 2013-2014 [7]
- Chroniqueur cocktail à Debout Québec (NRJ 98.9 FM), 2014

## Télévision
- La Cuisine liquide de Patrice Plante (Télé-Québec), 2018
- Punch (V Télé), 2016
- Chroniqueur cocktail à Salut Bonjour Week-end et Salut, Bonjour! (TVA), 2012 à aujourd'hui[8]
- Chroniqueur cocktail à Signé M (TVA), 2015 à 2016[9]
- Le Bon Mix selon Boire (TVA), 2015[10]

## Ouvrage
- Patrice Plante, Boire mieux, octobre 2023, Éditions la Presse
- Patrice Plante, Tout sur les gins du Québec, octobre 2021, Éditions la Presse
- Patrice Plante, Cocktails, les 50 indispensables, octobre 2018, Éditions la Presse
- Patrice Plante, L'aventure de la mixologie – Le livre de bar de L'Atelier, décembre 2016, L'Atelier[11]
- Patrice Plante et Pierre-Yves Lord, Le Bon Mix, Québec, octobre 2015, Les Éditions de l'Homme[12]
- Patrice Plante, L'Atelier : L'Art du cocktail, Québec, décembre 2014, YBQ Médias [13],[14]

## Prix et distinctions
- Meilleur mixologue/bartender de l'année, Lauriers de la gastronomie québécoise, 2018
- Meilleur livre de cocktail au monde, International Gourmand Awards, 2018
- Jeune Personnalité d'Affaires Banque Nationale, Tourisme, hôtellerie et restauration, 2018
- Champion canadien Courvoisier Toast of Paris, 2016[15]
- Made With Love 3e position au Canada, 2015
- Los Maestros Del Daiquiri 3e position à La Havane, 2015
- Top 8 Bacardi Legacy, 2015
- Champion régional Beefeater Mix London, 2014 [16]
- Champion régional Grey Goose pour Masters, 2014
- Made with Love, grand gagnant prix du public et prix du jury,  2014 [17]